# Фиджи на зимних Олимпийских играх 1994
Фиджи принимали участие в Зимних Олимпийских играх 1994 года в Лиллехамере (Норвегия) во второй раз за свою историю, пропустив Зимние Олимпийские игры 1992 года, но не завоевали ни одной медали. Страну представлял один лыжник.

## Лыжные гонки
Спортсменов - 1
Мужчины
| Спортсмен       | Вид                       | Результат | Место |
| --------------- | ------------------------- | --------- | ----- |
| Русиате Рогоява | 10 км классическим стилем | 38.30,7   | 88    |